# Conjunt urbà del carrer Raurich (Sant Boi de Llobregat)
El Conjunt urbà del carrer Raurich és una obra de Sant Boi de Llobregat (Baix Llobregat) protegida com a Bé Cultural d'Interès Local.

## Descripció
Conjunt urbà format per cases entre mitgeres de planta baixa i un o dos pisos que conserven certa unitat derivada de la repetició de tipologies constructives d'una mateixa època. Cal remarcar la casa núm. 41 -amb arcs rebaixats, llindes i brancals de pedra característics de tantes masies del segle xix. La casa núm. 43-45, construïda el 1874 i la núm. 52 més tardana. La casa núm. 64 és una torre modernista amb jardí. Destaca, però, especialment la casa Figueres.